# Donovan Mitchell
Donovan Mitchell Jr. (Greenwich, Connecticut, 7 de setembre de 1996) és un jugador de bàsquet nord-americà que pertany a la plantilla dels Utah Jazz de la NBA. Amb 1,91 metres d'alçada, juga en la posició d'escorta. El 17 de febrer de 2018, es va proclamar campió del Concurs de Mates de la NBA, vencent en la final a Larry Nance, Jr.
Donovan Mitchell va néixer el 7 de setembre de 1996 als pares Donovan Mitchell Sr. i Nicole Mitchell. El seu pare Donovan Sr. serveix com a director de relacions de jugadors per als New York Mets. Té una germana menor anomenada Jordània. Donovan va néixer i es va criar a Elmsford, Nova York i va assistir a Greenwich Country Day School a Greenwich, Connecticut. Mitchell va jugar el seu bàsquet AAU per als programes The City i Riverside Hawks amb seu a Nova York.
Mitchell va assistir a l'escola de Canterbury a New Milford, Connecticut per al seu segon any de batxillerat abans de transferir-se a l'Acadèmia Brewster a Wolfeboro, New Hampshire per als seus anys junts i sèniors. Juntament amb el bàsquet, també va jugar el beisbol a l'escola secundària durant dos anys, però es va centrar en el bàsquet quan va anar a Brewster, un moviment que li va atreure més atenció dels entrenadors de bàsquet universitari. Es va comprometre amb la Universitat de Louisville a jugar al bàsquet universitari.